# Jörg Münzner
Jörg Münzner (Hamburgo, RFA, 14 de julio de 1960) es un jinete austríaco que compitió en la modalidad de salto ecuestre.
Participó en los Juegos Olímpicos de Barcelona 1992, obteniendo una medalla de plata en la prueba por equipos (junto con Boris Boor, Hugo Simon y Thomas Frühmann).

## Palmarés internacional
| Juegos Olímpicos | Juegos Olímpicos   | Juegos Olímpicos | Juegos Olímpicos |
| Año              | Lugar              | Medalla          | Categoría        |
| ---------------- | ------------------ | ---------------- | ---------------- |
| 1992             | Barcelona (España) | Medalla de plata | Por equipos      |